# Лавровець
Лавровець (словен. Lavrovec) — поселення в общині Логатець, Осреднєсловенський регіон, Словенія. Висота над рівнем моря: 889 м.